# Кратет Афинский (философ)
Кратет Афинский (греч. Κρατής) (ум. 264-265 г. до н. э.) или, по месту происхождения, Кратет из Фрии — древнегреческий философ-платоник, 5-й схоларх Академии Платона в период с 270 по 265 г. до н. э., афинянин.

## Биография
Согласно Диогену Лаэртскому, Кратет был сыном некоего Антигена из дема Фрия в Аттике, учеником и любовником («ἐρώμενος») Полемона и его преемником на посту главы Древней платоновской Академии. Дружба Кратета и Полемона прославлялась их современниками, Диоген Лаэртий сохранил эпиграмму поэта Антагора, согласно которой два друга после смерти разделили общую гробницу:

Путник, поведай о том, что в этой гробнице сокрыты
Рядом мудрец Полемон и богоравный Кратет,
Великодушием схожие двое мужей, у которых
Сонмы божественных слов жили на вещих устах.
Чистою жизнь их была, посвящённая вечным заветам,

К мудрости вышней стремясь, в коей бессмертие их.
Цицерон в своей книге «Учение академиков» пишет о Кратете, упоминая его наряду с Полемоном и Крантором, что он «тщательно хранил то, что получил от своих предшественников», то есть был ревностными продолжателем первоначальной традиции платонизма.
Политический талант Кратета проявился во время осады Афин в 287 году до н. э. Деметрием Полиоркетом, когда народ направил его в качестве посла для мирных переговоров. По словам Плутарха, Деметрий не только «склонился на просьбы этого посланца, но вместе с тем признал и справедливость его советов, касавшихся преимуществ и выгод самого Деметрия; прекратив осаду, он собрал все суда, какие были в его распоряжении, и, погрузив на них одиннадцать тысяч пехотинцев и конницу, поплыл в Азию».
Самыми выдающимися учениками Кратета были Аркесилай, сменивший его в качестве руководителя Платоновской Академии в 265 году, Феодор из Кирены и Бион Борисфенит.

## Сочинения
Ни одно сочинение Кратета Афинского не сохранилось до наших дней.
По сведениям «Хронологии» Аполлодора, переданным Диогеном Лаэртским, Кратет был автором множества философских сочинений, а также трудов из области ораторского искусства (политические и посольские речи) и комедии.